# Sunderland (Massachusetts)
Sunderland és una població dels Estats Units a l'estat de Massachusetts. Segons el cens del 2000 tenia 3.777 habitants.

## Demografia
Segons el cens del 2000, Sunderland tenia 3.777 habitants, 1.633 habitatges, i 765 famílies. La densitat de població era de 101,3 habitants/km².
Dels 1.633 habitatges en un 22,5% hi vivien nens de menys de 18 anys, en un 37,5% hi vivien parelles casades, en un 6,7% dones solteres, i en un 53,1% no eren unitats familiars. En el 27,9% dels habitatges hi vivien persones soles el 4,9% de les quals corresponia a persones de 65 anys o més que vivien soles. El nombre mitjà de persones vivint en cada habitatge era de 2,28 i el nombre mitjà de persones que vivien en cada família era de 2,93.
Per edats la població es repartia de la següent manera: un 18,2% tenia menys de 18 anys, un 21,6% entre 18 i 24, un 33,7% entre 25 i 44, un 18,1% de 45 a 60 i un 8,4% 65 anys o més.
L'edat mediana era de 30 anys. Per cada 100 dones de 18 o més anys hi havia 94,2 homes.
La renda mediana per habitatge era de 37.147 $ i la renda mediana per família de 53.021$. Els homes tenien una renda mediana de 36.779 $ mentre que les dones 30.526$. La renda per capita de la població era de 20.024$. Entorn del 4,2% de les famílies i el 14% de la població estaven per davall del llindar de pobresa.